# Saint-Léger-du-Gennetey
Saint-Léger-du-Gennetey är en kommun i departementet Eure i regionen Normandie i norra Frankrike. Kommunen ligger i kantonen Bourgtheroulde-Infreville som tillhör arrondissementet Bernay. År 2022 hade Saint-Léger-du-Gennetey 170 invånare.

## Befolkningsutveckling
Antalet invånare i kommunen Saint-Léger-du-Gennetey
Referens:INSEE